# Jeux vidéo Monde des ténèbres
Les jeux vidéo Monde des ténèbres regroupent tous les jeux vidéo adaptés des différents jeux de rôle de la franchise intitulée Monde des ténèbres, notamment de Vampire : La Mascarade, Loup-garou : L'Apocalypse, Exterminateur : Le Jugement et Mage : L'Ascension.
White Wolf Publishing produit des adaptations de Vampire : La Mascarade, notamment Vampire : La Mascarade - Rédemption en 2000 par l'intermédiaire d'Activision, puis sa suite Vampire: The Masquerade - Bloodlines en 2004. Deux autres jeux sont également avortés. Trois jeux vidéo sont adaptés de la franchise Exterminateur : Le Jugement : Hunter: The Reckoning sous forme de beat them all en 2002 sur Xbox et GameCube, Hunter: The Reckoning - Wayward en 2003 sur PlayStation 2 et Hunter: The Reckoning - Redeemer en 2003 sur Xbox. Les jeux sont développés par High Voltage Software, le premier étant édité par Interplay Entertainment et les suivants par Vivendi Universal Games.
En 2006, CCP rachète White Wolf. CCP lance la conception d'un MMORPG basé sur la licence du Monde des ténèbres appelé World of Darkness ou World of Darkness Online, mais jeu est annulé en avril 2014.
Paradox Interactive annonce le rachat complet des licences White Wolf Publishing auprès de CCP fin 2015. Paradox relance l'exploitation de façon soutenue et produit plusieurs jeux. En janvier 2017, Loup-garou : L'Apocalypse est adapté en jeu vidéo sur PC (Windows), PlayStation 4 et Xbox One sous le titre Werewolf: The Apocalypse - Earthblood pour une sortie prévue en 2020. En 2017, White Wolf Publishing produit par le biais d'Asmodee Digital un jeu composé de deux fictions interactives basées sur deux jeu différents. World of Darkness Preludes: Vampire and Mage sort en 2017 sur PC (Windows, notamment temporairement sur Steam), Mac et Linux, regroupant Vampire: The Masquerade - We Eat Blood and All Our Friends Are Dead basé sur Vampire : La Mascarade, et Mage: The Ascension - Refuge est adapté de Mage : L'Ascension. Les deux fictions sont accessibles séparément sur iOS et Android. Fin 2019, le jeu orienté narration intitulé Vampire: The Masquerade - Coteries of New York est prévu sur PC et Nintendo Switch, développé par le studio Draw Distance. Vampire: The Masquerade - Bloodlines 2 est annoncé en mars 2019 par Paradox Interactive sur PC (Windows), PlayStation 4, Xbox One, pour une sortie en 2020. Un autre RPG orienté narration développé par le studio Big Bad Wolf Studio sous le titre Vampire: The Masquerade - Swansong et édité par Bigben Interactive est prévu pour 2021.

## Vue d'ensemble

### Vampire: La Mascarade
Vampire : La Mascarade est adapté en 2000 en jeu vidéo d'action-RPG sous le titre Vampire : La Mascarade - Rédemption par Nihilistic Software et édité par Activision en juin 2000 en Europe et aux États-Unis sur PC, puis en novembre 2001 sur Mac.
Rédemption bénéficie d'une suite développée par Troika Games et éditée par Activision en novembre 2004 : Vampire: The Masquerade - Bloodlines. Cette suite indirecte partage le même univers fictionnel,.
En 2006, CCP rachète White Wolf Publishing. Le 29 octobre 2015, Paradox Interactive annonce le rachat complet des licences White Wolf Publishing auprès de CCP pour 1,2 million de dollars. En février 2019, Paradox tease le lancement d'une éventuelle nouvelle suite qui pourrait être annoncée le 21 mars 2019, jour d'ouverture de la Game Developers Conference à San Francisco,. La sortie du jeu en 2020 Vampire: The Masquerade - Bloodlines 2 est confirmée le 22 mars 2019 par Paradox Interactive sur PC (Windows), PlayStation 4, Xbox One, lors de la GDC 2019.
Le 16 février 2017, White Wolf Publishing produit World of Darkness Preludes: Vampire and Mage sur PC (Windows, notamment temporairement sur Steam), Mac et Linux, un jeu vidéo composé de deux fictions interactives se déroulant uniquement sous forme de messages téléphoniques. La première appelée Vampire: The Masquerade - We Eat Blood and All Our Friends Are Dead, écrite par Zak Smith et Sarah Horrocks, prend place dans l'univers Vampire : La Mascarade, et la seconde titrée Mage: The Ascension - Refuge est adapté de Mage : L'Ascension. Les deux fictions sont accessibles séparément sur iOS et Android,,.
D'autre part, le 15 mai 2019, Big Bad Wolf Studio (qui a notamment développé The Council) annonce être en train de créer une autre adaptation du jeu de rôle. Intitulé Vampire: The Masquerade - Swansong, ce RPG orienté narration afin de se rapprocher de la version papier, sera édité par Nacon en mai 2022,. 
En outre, un autre jeu orienté narration intitulé Vampire: The Masquerade - Coteries of New York est dévoilé le 4 juin 2019. Prévu sur PC et Nintendo Switch pour le dernier trimestre 2019, il est développé par le studio Draw Distance et met en scène la Camarilla et les Anarchs sur une toile de fond New Yorkaise.

### Exterminateur: Le Jugement
Trois jeux vidéo sont adaptés de la franchise Exterminateur : Le Jugement : Hunter: The Reckoning sous forme de beat them all en 2002 sur Xbox et GameCube, Hunter: The Reckoning - Wayward en 2003 sur PlayStation 2 et Hunter: The Reckoning - Redeemer en 2003 sur Xbox. Les jeux sont développés par High Voltage Software, le premier étant édité par Interplay Entertainment et les suivants par Vivendi Universal Games.

### Loup-garou: L'Apocalypse
Un jeu du type beat them all sur PlayStation et Sega Saturn intitulé Werewolf: The Apocalypse a été annoncé par Capcom mais annulé au début de l'année 1997. Un jeu d'aventure sur PC nommé Werewolf: The Apocalypse - Heart of Gaia a été développé par DreamForge Intertainment, mais la société a fait faillite en 2001 avant que le jeu ne soit terminé,.
Loup-garou : L'Apocalypse est adapté en 2020 en jeu vidéo sur PC (Windows), PlayStation 4 et Xbox One sous le titre Werewolf: The Apocalypse - Earthblood.

### Mage: L'Ascension
Mage : L'Ascension est adapté sous forme de fiction interactive en 2017. Le 16 février 2017, White Wolf Publishing produit World of Darkness Preludes: Vampire and Mage sur PC (Windows, notamment temporairement sur Steam), Mac et Linux, un jeu vidéo composé de deux fictions interactives se déroulant uniquement sous forme de messages téléphoniques. La première appelée Vampire: The Masquerade - We Eat Blood and All Our Friends Are Dead, écrite par Zak Smith et Sarah Horrocks, prend place dans l'univers Vampire : La Mascarade, et la seconde titrée Mage: The Ascension - Refuge est adapté de Mage : L'Ascension. Les deux fictions sont accessibles séparément sur iOS et Android,,.

### Monde des ténèbreset divers
En 2006, CCP rachète White Wolf Publishing et lance la création d'un MMORPG basé sur la licence du Monde des ténèbres. Initialement appelé World of Darkness ou World of Darkness Online,, le développement du jeu est annulé en avril 2014.
En 2017, White Wolf Publishing produit un jeu composé de deux fictions interactives basées sur deux jeu différents. Le 16 février, White Wolf Publishing publie World of Darkness Preludes: Vampire and Mage sur PC (Windows, notamment temporairement sur Steam), Mac et Linux, un jeu vidéo composé de deux fictions interactives se déroulant uniquement sous forme de messages téléphoniques. La première appelée Vampire: The Masquerade - We Eat Blood and All Our Friends Are Dead, écrite par Zak Smith et Sarah Horrocks, prend place dans l'univers Vampire : La Mascarade, et la seconde titrée Mage: The Ascension - Refuge est adapté de Mage : L'Ascension. Les deux fictions sont accessibles séparément sur iOS et Android,,.

### Liste des jeux
| Titre                                                               | Date                   | Plate-forme                                                       | Genre                                                                        | Développeur              | Éditeur                 |
| Vampire : La Mascarade                                              | Vampire : La Mascarade | Vampire : La Mascarade                                            | Vampire : La Mascarade                                                       | Vampire : La Mascarade   | Vampire : La Mascarade  |
| ------------------------------------------------------------------- | ---------------------- | ----------------------------------------------------------------- | ---------------------------------------------------------------------------- | ------------------------ | ----------------------- |
| Vampire : La Mascarade - Rédemption                                 | 2000                   | PC (Windows), Mac (Mac OS)                                        | Action-RPG                                                                   | Nihilistic Software      | Activision              |
| Vampire: The Masquerade - Bloodlines                                | 2004                   | PC (Windows)                                                      | Jeu vidéo de rôle à la première ou à la troisième personne orienté narration | Troika Games             | Activision              |
| Vampire: The Masquerade - We Eat Blood and All Our Friends Are Dead | 2017                   | iOS, Android                                                      | Fiction interactive                                                          | Asmodee Digital          | Asmodee Digital         |
| Vampire: The Masquerade - Coteries of New York                      | 2019                   | PC (Windows), Linux, Mac, Nintendo Switch                         | Fiction interactive                                                          | Draw Distance            | Draw Distance           |
| Vampire: The Masquerade - Bloodlines 2                              | 2020                   | PC (Windows), PlayStation 4, Playstation 5 Xbox One, Xbox Series  | Jeu vidéo de rôle                                                            | Hardsuit Labs            | Paradox Interactive     |
| Vampire: The Masquerade - Swansong                                  | 2021                   | PC (Windows), PlayStation 4, Playstation 5, Xbox One, Xbox Series | Jeu vidéo de rôle orienté narration                                          | Big Bad Wolf Studio      | Bigben Interactive      |
| Exterminateur : Le Jugement                                         |                        |                                                                   |                                                                              |                          |                         |
| Hunter: The Reckoning                                               | 2002                   | Xbox, GameCube                                                    | Beat them all                                                                | High Voltage Software    | Interplay Entertainment |
| Hunter: The Reckoning - Wayward                                     | 2003                   | PlayStation 2                                                     | Beat them all                                                                | High Voltage Software    | Vivendi Universal Games |
| Hunter: The Reckoning - Redeemer                                    | 2003                   | Xbox                                                              | Beat them all                                                                | High Voltage Software    | Vivendi Universal Games |
| Loup-garou : L'Apocalypse                                           |                        |                                                                   |                                                                              |                          |                         |
| Werewolf: The Apocalypse                                            | Annulé (1997)          | PlayStation, Sega Saturn                                          | Beat them all                                                                | Capcom Digital Studios   | Capcom                  |
| Werewolf: The Apocalypse - Heart of Gaia                            | Annulé (2001)          | PC (Windows)                                                      | Jeu d'aventure                                                               | DreamForge Intertainment | ASC Games               |
| Werewolf: The Apocalypse - Earthblood                               | 2021                   | PC Windows, Xbox One, Xbox Series, PlayStation 4, Playstation 5   | Action-RPG                                                                   | Cyanide Studio           | Bigben Interactive      |
| Mage : L'Ascension                                                  |                        |                                                                   |                                                                              |                          |                         |
| Mage: The Ascension - Refuge                                        | 2017                   | iOS, Android                                                      | Fiction interactive                                                          | Asmodee Digital          | Asmodee Digital         |
| Monde des ténèbres, divers                                          |                        |                                                                   |                                                                              |                          |                         |
| World of Darkness, World of Darkness Online                         | Annulé (2014)          | PC (Windows)                                                      | MMORPG                                                                       | CCP                      | -                       |
| World of Darkness Preludes: Vampire and Mage                        | 2017                   | PC (Windows)                                                      | Fiction interactive                                                          | Asmodee Digital          | Asmodee Digital         |

## Vampire: La Mascarade

### Vampire: La Mascarade - Rédemption
Vampire : La Mascarade - Rédemption (Vampire: The Masquerade – Redemption en anglais, aussi appelé simplement Vampire, parfois Redemption ou VTM:R) est un jeu vidéo d'action-RPG développé par Nihilistic Software et édité par Activision en juin 2000 en Europe et aux États-Unis sur PC, puis en novembre 2001 sur Mac. Le jeu s'inscrit dans l'univers de fiction du Monde des ténèbres de White Wolf Publishing. Plus précisément, il s'inspire du jeu de rôle papier Vampire : La Mascarade mais avec un style toutefois beaucoup plus orienté vers l'action et le combat, se rapprochant du porte-monstre-trésor en ne conservant de l'original que la toile de fond qui sert au scénario. À ce titre, il est souvent comparé aux deux premiers épisodes de la série Diablo,,,,,.
Vampire : La Mascarade - Rédemption met en scène les aventures de Christof Romuald, un croisé français du XIIe siècle qui revit sous la forme d'un vampire après son décès. Le jeu suit ce personnage durant plusieurs siècles et sur plusieurs lieux, depuis Prague et Vienne au XIIe siècle jusqu'aux Londres et New York du monde moderne, à la recherche de son humanité perdue et de la religieuse Anezka, sa bien-aimée kidnappée. Le joueur incarne le protagoniste dans une vue à la troisième personne. Le scénario est linéaire, offrant au joueur des missions qui lui permettent de progresser dans l'arc narratif, mais ne comporte aucune quête secondaire. Le jeu inclut aussi un mode multijoueur appelé Conteur, qui permet à un joueur de créer une intrigue et une quête complète pour un groupe de joueurs, laissant la possibilité au conteur de modifier le déroulement de jeu dynamiquement en fonction de leurs actions dans le jeu,,,,,.
Le développement du jeu débute en avril 1998, puis s'étale sur une période de 24 mois, avec une équipe de douze personnes et un budget total avoisinant 1,8 million de dollars. Poussé par des contraintes de temps, Nihilistic Software livre un jeu imparfait à plusieurs niveaux. Néanmoins, pendant son développement, Vampire est considéré comme le renouveau du jeu vidéo de rôle et reçoit la récompense du meilleur jeu de rôle au Game Critics Awards lors de l'E3 1999,,,,,.
Le jeu est ainsi très attendu mais il reçoit à sa sortie un accueil mitigé par la presse, les journalistes étant globalement déçus du résultat final, louant les graphismes du jeu et ses fonctionnalités multijoueur mais critiquant la qualité de l'histoire et des combats. Rédemption connaît un succès assez important pour mériter la création d'une suite sortie en novembre 2004, nommée Vampire: The Masquerade - Bloodlines, suite indirecte qui partage le même univers fictionnel,,,,,.

### Vampire: The Masquerade - Bloodlines
Vampire: The Masquerade - Bloodlines (ou simplement Bloodlines, parfois abrégé VTMB) est un jeu vidéo de rôle aussi bien affiché à la première qu'à la troisième personne, orienté narration, faisant la part belle à l'action et à des phases d'infiltration, développé par Troika Games et édité par Activision sur PC (Windows) en novembre 2004 en Europe et en Amérique du Nord. C'est la deuxième adaptation du jeu de rôle originel Vampire : La Mascarade, après Vampire : La Mascarade - Rédemption sorti en 2000,,,,.
Le jeu prend place dans l'univers du Monde des ténèbres de White Wolf Publishing, et plus précisément du jeu Vampire : La Mascarade. Le joueur incarne un personnage masculin ou féminin qui est tué, puis ramené à la vie en tant que vampire. Le jeu met en scène le parcours de ce débutant du monde vampirique dans un Los Angeles du XXIe siècle, qui se trouve obligé d'enquêter sur un mystérieux sarcophage récemment découvert contenant une relique, qui est censée provoquer la disparition de tous les vampires. Le joueur choisit le clan du personnage joueur, si bien que celui-ci se voit doté de pouvoirs et capacités spécifiques et uniques en fonction du choix, ce qui influence la façon dont l'avatar est perçu dans l'univers du jeu. Grâce à des points d'expérience gagnés en réalisation des missions, le joueur fait progresser ses capacités, aussi bien au combat, grâce à des caractéristiques comme la force ou la manipulation, que dans la persuasion, dans son aspect, dans son érudition, ou certaines techniques comme sa maîtrise de l'informatique ou l'effraction. En fonction des capacités de son avatar, le joueur use de méthodes violentes ou non-violentes, parfois avec intimidation, d'autres avec séduction. Le joueur peut avancer dans l'intrigue principale ou effectuer des quêtes secondaires en établissant des relations avec les personnages non-joueurs, en se déplaçant librement entre les différents quartiers ou banlieues de Los Angeles, que sont Santa Monica, Downtown, Hollywood et Chinatown,,,,.
Troika Games commence la production du jeu en novembre 2001, après s'être rapproché d'Activision avec l'idée de réaliser un jeu vidéo de rôle à la première personne. L'éditeur suggère d'utiliser la franchise Vampire: La Mascarade, puisque le jeu Rédemption développé par Nihilistic Software un an plus tôt connait un succès suffisant pour mériter une suite. Troika Games obtient sous licence le droit d'utiliser le moteur de jeu Source auprès de Valve, alors en développement pour le jeu Half-Life 2 également en pleine conception. Le processus de création de Bloodlines s'avère tourmenté, puisque le projet initial dépasse les capacités de production de l'équipe et que cette dernière se retrouve sans producteur pendant presque une année, jusqu'à la nomination par Activision de David Mullich à ce poste. Au bout de trois années de développement avec dépassement de budget et un jeu non-terminé, Activision fixe une date butoir, conduisant à la publication incomplète du jeu en novembre 2004,,,,.
Lors de sa sortie, Bloodlines reçoit un accueil mitigé restant bon, les critiques appréciant la qualité de la narration et la palette de choix à disposition du joueur, mais soulevant des problèmes techniques. C'est le dernier jeu développé par Troika Games avant sa faillite en 2005. Par la suite, le jeu bénéficie d'une meilleure considération, vu comme un chef-d'œuvre imparfait et obtient un statut de jeu culte aussi bien auprès des joueurs que de la presse,, grâce à un gameplay et une narration rarement imitée. Depuis sa publication initiale en 2004, Bloodlines a connu de nombreuses publications non-officielles réalisées par des fans, produisant des correctifs, des traductions et en rajoutant du contenu inutilisé. Une suite, Vampire: The Masquerade - Bloodlines 2, est prévue pour 2020,,,,.

### Vampire: The Masquerade - We Eat Blood and All Our Friends Are Dead
Vampire: The Masquerade - We Eat Blood and All Our Friends Are Dead est une fiction interactive se déroulant uniquement sous forme d'échanges de messages téléphoniques, adaptée de Vampire : La Mascarade et publiée en 2017. Le scénario est écrit par Zak Smith et Sarah Horrocks. Celle-ci est publiée seule sur iOS et Android, mais aussi avec une autre fiction intitulée Mage: The Ascension - Refuge et adaptée de Mage : L'Ascension, dans le jeu appelé World of Darkness Preludes: Vampire and Mage sorti sur PC (Windows, notamment temporairement sur Steam), Mac et Linux. Les jeux sont développés et édités par Asmodee Digital,,.

### Vampire: The Masquerade - Coteries of New York
Vampire: The Masquerade - Coteries of New York (ou simplement Coteries of New York) est un jeu d'aventure en solo en développement, annoncé en juin 2019 par le biais d'une bande-annonce et sa sortie est prévue au quatrième trimestre 2019 sur Linux, Mac, PC (Windows) et Nintendo Switch. Des extensions rajoutant des histoires indépendantes sont également prévues après la sortie du jeu. Draw Distance signale que le jeu pourrait être porté sur d'autres plates-formes comme PlayStation 4 et Xbox One, bien que rien n'ait été décidé.
L'intrigue se déroule à New York, dans l'univers du Monde des ténèbres,,. L'histoire se concentre sur les luttes entre deux sectes de vampires, la Camarilla et les rebelles Anarchs, et suit un vampire appartenant à l'un des trois clans de la Camarilla,. Le choix du clan détermine les capacités vampiriques (disciplines) que le joueur peut utiliser et affecte l'éthique et les dialogues de son personnage, ainsi que la réaction des membres du groupe du joueur (coterie),. En plus de la quête principale, le joueur a accès à des quêtes secondaires et des quêtes de fidélité. Cette dernière induit la mise en place de liens avec les personnages de sa coterie. En fonction des choix du joueur, le récit se divise en différentes fins.
Coteries of New York est développé et publié par le studio polonais Draw Distance. Il est basé sur la cinquième édition du jeu de rôle Vampire : La Mascarade,. Les développeurs coopèrent avec Modiphius Entertainment, qui s'occupe de la création de contenu pour le jeu de table, afin de s'assurer qu'il soit cohérent avec le canon et l'histoire de Vampire : La Mascarade. L'intrigue de Coteries of New York va justement intégrer le canon officiel du jeu. Toutefois, le jeu est également conçu dans l'optique de répondre à l'attente de nouveaux joueurs. Malgré ce respect de la franchise, le jeu s'inspire des travaux du studio de développement Telltale Games et son utilisation de dilemmes moraux dans leurs jeux,.

### Vampire: The Masquerade - Bloodlines2
Vampire: The Masquerade - Bloodlines 2 est un jeu vidéo de rôle en développement édité par Paradox Interactive et développé par Hardsuit Labssur PC (Windows), PlayStation 4, Xbox One, dont la sortie est prévue pour 2020. C'est la suite de Vampire: The Masquerade - Bloodlines, dans laquelle le joueur incarne un vampire en quête de sang et de réponses dans la ville américaine de Seattle, plongée dans une guerre civile sanglante entre les différents clans de vampires,,.

### Vampire: The Masquerade - Swansong
Vampire: The Masquerade - Swansong est un jeu vidéo basé sur Vampire : La Mascarade en développement et dont la sortie est prévue pour 2021. En mai 2019, Big Bad Wolf Studio (qui a notamment développé The Council) a dévoilé être en train de créer une adaptation du jeu de rôle. Ce RPG orienté narration afin de se rapprocher de la version papier, sera édité par Bigben Interactive en 2021,,.

## Exterminateur: Le Jugement

### Hunter: The Reckoning
Hunter: The Reckoning est un jeu vidéo de type beat them all développé par High Voltage Software et édité par Interplay Entertainment en 2002 sur GameCube et Xbox,,,.

### Hunter: The Reckoning - Wayward
Hunter: The Reckoning - Wayward est un jeu vidéo de type beat them all développé par High Voltage Software et édité par Vivendi Universal Games en 2003 sur PlayStation 2,,,.

### Hunter: The Reckoning - Redeemer
Hunter: The Reckoning - Redeemer est un jeu vidéo de type beat them all développé par High Voltage Software et édité par Vivendi Universal Games en 2003 sur Xbox,,,.

## Loup-garou: L'Apocalypse

### Werewolf: The Apocalypse
Un jeu du type beat them all sur PlayStation et Sega Saturn intitulé Werewolf: The Apocalypse a été annoncé par Capcom mais annulé au début de l'année 1997. Le jeu est développé par Capcom Digital Studios, et fait suite à un partenarait entre Capcom et White Wolf Publishing pour produire une adaptation de jeu de rôle sur table de la franchise de jeu vidéo Street Fighter utilisant une partie des règles du Monde des ténèbres, sous le titre Street Fighter: The Storytelling Game. Le jeu ne sort jamais, mais un prototype sur Saturn a fuité et est présent sur Internet.

### Werewolf: The Apocalypse - Heart of Gaia
Werewolf: The Apocalypse - Heart of Gaia est un jeu d'aventure sur PC développé par DreamForge Intertainment. C'est un jeu affiché à la première personne, conçu sur Unreal Engine. Cependant, après plusieurs reports de la sortie du jeu, la faillite de l'éditeur ASC Games entraine également les difficultés financières de DreamForge en 2001, avant que le jeu ne soit terminé,,,.

### Werewolf: The Apocalypse - Earthblood
Loup-garou : L'Apocalypse est adapté en 2020 en jeu vidéo sur PC (Windows), PlayStation 4 et Xbox One sous le titre Werewolf: The Apocalypse - Earthblood. C'est un jeu d'action-RPG à la troisième personne en cours de production, développé par Cyanide (entreprise) et édité par Bigben Interactive. L'univers du jeu prend place dans le Monde des ténèbres de White Wolf Publishing et est basé sur le jeu de rôle sur table Loup-garou : L'Apocalypse. La sortie du jeu est prévue pour 2020 sur PC (Windows), PlayStation 4 et Xbox One,,,.
L'intrigue met en scène le personnage nommé Cahal, un loup-garou éco-terroriste qui a quitté son clan dans un exil volontaire, luttant contre la société Pentex dirigée par un vampire, et la pollution qu'elle provoque. Le joueur dirige son avatar à travers des zones du nord-Ouest des États-Unis et peut se transformer en loup, en humain ou en loup-garou, pour effectuer diverses tâches, telles que l'exploration, le combat ou le dialogue,,,.

## Mage: L'Ascension

### Mage: The Ascension - Refuge
Mage: The Ascension - Refuge est fiction interactive se déroulant uniquement sous forme d'échanges de messages téléphoniques, adaptée de Mage : L'Ascension. Elle est développée et éditée par Asmodee Digital et parait le 16 février 2017 dans le jeu World of Darkness Preludes: Vampire and Mage sur PC (Windows, notamment temporairement sur Steam), Mac et Linux, qui comprend une seconde fiction intitulée Vampire: The Masquerade - We Eat Blood and All Our Friends Are Dead. Les fictions sont également disponibles séparément sur iOS et Android,,.

## Monde des ténèbres et divers

### World of Darkness,World of Darkness Online
En 2006, CCP rachète White Wolf Publishing et lance la création d'un MMORPG basé sur la licence du Monde des ténèbres. Initialement appelé World of Darkness voire World of Darkness Online,, le développement du jeu est annulé en avril 2014.

### World of Darkness Preludes: Vampire and Mage
En 2017, White Wolf Publishing produit un jeu composé de deux fictions interactives basées sur deux jeu différents. Le 16 février, White Wolf Publishing publie World of Darkness Preludes: Vampire and Mage sur PC (Windows, notamment temporairement sur Steam), Mac et Linux, un jeu vidéo composé de deux fictions interactives se déroulant uniquement sous forme de messages téléphoniques. La première appelée Vampire: The Masquerade - We Eat Blood and All Our Friends Are Dead, écrite par Zak Smith et Sarah Horrocks, prend place dans l'univers Vampire : La Mascarade, et la seconde titrée Mage: The Ascension - Refuge est adapté de Mage : L'Ascension. Les deux fictions sont accessibles séparément sur iOS et Android,,.

### Interview
1. ↑  (en) Andrew Ehrensperger, « 22 Best Vampire Games of All Time », sur GameStakers, 7 septembre 2014.

### Ressources secondaires
1. ↑  Dinowan, « Test Vampire : The Masquerade : Bloodlines », sur Jeuxvideo.com, 19 novembre 2004.
2. ↑  Gautoz, « Vampire : La Mascarade racheté par Paradox », sur Gamekult, 29 octobre 2015.
3. 1 2  dafrans, « Vampire : The Masquerade annoncé par Paradox lors de la GDC ? », sur Jeuxvideo.com, 25 février 2019.
4. 1 2  Clementoss, « Paradox semble teaser un nouveau Vampire The Masquerade avec Tender, une appli de rencontre vampirique », sur Jeuxvideo.com, 14 février 2019.
5. 1 2 3  Borvo974, « Bande-annonce Vampire : The Masquerade - Bloodlines 2 : le sang coulera à flot en 2020 », sur Jeuxvideo.com, 22 mars 2019.
6. 1 2 3 4 5 6 7 8 9  (en) Andy Chalk, « World of Darkness Preludes tells interactive tales of Vampires and Mages », sur PC Gamer, 17 février 2017.
7. 1 2 3 4 5 6  (en) Alice O'Connor, « White Wolf release new Vampire: The Masquerade game », sur Rock, Paper, Shotgun, 17 février 2017.
8. 1 2 3 4 5 6  (en) Marcus Estrada, « World of Darkness Games Get the Interactive Fiction Treatment », sur Hardcore Gamer, 19 février 2017.
9. 1 2  MalloDelic, « Big Bad Wolf (The Council) annonce Vampire : The Masquerade », sur Jeuxvideo.com, 15 mzi 2019.
10. 1 2 3  (en) Wesley Yin-Poole, « Swansong is the name of the Vampire: The Masquerade game due out 2021 », sur Eurogamer, 19 octobre 2019.
11. 1 2  MalloDelic, « Vampire : The Masquerade - Coteries of New York s'annonce en vidéo », sur Jeuxvideo.com, 4 juin 2019.
12. 1 2 3 4  (en) « GameSetWatch Capcom's Werewolf: The Apocalypse Prototype Released », sur Game Set Watch, 15 décembre 2009.
13. 1 2 3  (en) IGN Staff, « Werewolves on the Loose », sur IGN, 29 septembre 1998.
14. 1 2  (en) Micheal Mullen, « ASC Games To Shut Down », sur GameSpot, 27 avril 2000.
15. 1 2 3  Hosteel, « CCP engloutit White Wolf », sur Gamekult, 13 novembre 2006.
16. 1 2  (en) Emily Gera, « World of Darkness canceled as CCP Atlanta is hit with layoffs », sur Polygon, 14 avril 2014.
17. 1 2  Dinowan, « World of Darkness annulé par CCP », sur Jeuxvideo.com, 14 avril 2014.
18. 1 2 3 4 5  (en) IGN Staff, « Vampire: The Masquerade - Redemption », sur IGN, 16 juin 2000.
19. 1 2 3 4 5  (en) Jason Ocampo, « Vampire: The Masquerade - Bloodlines Review », sur GameSpot, 18 novembre 2004.
20. 1 2  Romendil, « Test du jeu Hunter : The Reckoning sur Xbox », sur Jeuxvideo.com, 18 juillet 2002.
21. 1 2  (en) Jeremy Dunham, « Hunter: The Reckoning Wayward », sur IGN, 8 septembre 2003.
22. 1 2  (en) Jeff Gerstmann, « Hunter: The Reckoning Redeemer Review », sur GameSpot, 4 février 2004.
23. 1 2 3  Gautoz, « Preview Werewolf : The Apocalypse - Earthblood », sur Gamekult, 10 février 2017.
24. 1 2 3 4  (en) Greg Kasavin, « Vampire: The Masquerade - Redemption Review », sur GameSpot, 9 juin 2000.
25. 1 2 3 4  (en) Tom Bramwell, « Vampire The Masquerade : Redemption: Blood-sucking RPG reviewed », sur Eurogamer, 24 août 2000.
26. 1 2 3 4  Kornifex, « Test Vampire : The Masquerade », sur Jeuxvideo.com, 3 juillet 2000.
27. 1 2 3 4  Caleb, « Test de Vampire : La Mascarade - Rédemption - Le renouveau du jeu de rôle sur PC. », sur Gamekult, 8 septembre 2000.
28. 1 2 3 4  (en) Johnny_B, « Vampire - The Masquerade: Redemption Review », sur Game Revolution, 1er juin 2000.
29. 1 2 3 4  (en) Kieron Gillen, « Vampire: The Masquerade - Bloodlines », sur Eurogamer, 24 novembre 2004.
30. 1 2 3 4  RaHaN, « Test - Bloodlines : il ne sera pas immortel », sur Gamekult, 23 novembre 2004.
31. 1 2 3 4  (en) Tom McNamara, « Vampire: The Masquerade - Bloodlines Review », sur IGN, 17 novembre 2004.
32. 1 2 3 4  Dinowan, « Test du jeu Vampire : The Masquerade : Bloodlines sur PC », sur Jeuxvideo.com, 19 novembre 2004.
33. ↑  (en) Joanna Nelius, « Everything we know about Vampire: The Masquerade—Bloodlines 2 », sur PC Gamer, 30 mai 2019.
34. ↑  (en) Rollin Bishop, « Looking back at the last games of defunct developers », sur GamesRadar+, 22 août 2012.
35. 1 2  (en) Dominic Tarason, « Vampire: The Masquerade – Coteries Of New York swoops into view », sur Rock, Paper, Shotgun, 4 juin 2019.
36. 1 2 3 4 5  (en) Charlie Hall, « Telltale-like Vampire: The Masquerade game on the way », sur Polygon, 4 juin 2019.
37. 1 2  (en) Sal Romano, « Vampire: The Masquerade - Coteries of New York announced for Switch, PC », sur Gematsu, 4 juin 2019.
38. 1 2  (en) Robert Purchese, « A separate Vampire: The Masquerade single-player narrative experience announced », sur Eurogamer, 4 juin 2019.
39. 1 2 3 4  (en) Colin Stevens, « Another Vampire: The Masquerade Game Is in Development, and It's Releasing This Year », sur IGN, 4 juin 2019.
40. 1 2 3 4  (en) Fraser Brown, « Vampire: The Masquerade—Coteries of New York announced », sur PC Gamer, 4 juin 2019.
41. ↑  (en) anner Dedmon, « Vampire: The Masquerade - Coteries of New York Revealed », sur Comicbook / WWG, 4 juin 2019.
42. ↑  Jarod, « Bigben annonce un RPG Vampire La Mascarade par le studio de The Council, ainsi que Blood Bowl 3 », sur Gamekult, 14 mai 2019.
43. ↑  (en) Giancarlo Varanini, « Hunter: The Reckoning Review », sur GameSpot, 20 novembre 2002.
44. ↑  (en) Fran Mirabella III, « Hunter: The Reckoning », sur IGN, 25 novembre 2002.
45. ↑  (en) Tom Bramwell, « Hunter: The Reckoning », sur Eurogamer, 21 juillet 2002.
46. ↑  Logan, « Hunter : The Reckoning : Wayward sur PlayStation 2 », sur Jeuxvideo.com, 30 septembre 2003.
47. ↑  (en) Jeff Gerstmann, « Hunter: The Reckoning Wayward Review », sur GameSpot, 13 septembre 2003.
48. ↑  (en) « Hunter: The Reckoning Wayward », sur GameSpy, 12 août 2003.
49. ↑  Logan, « Test du jeu Hunter : The Reckoning Redeemer sur Xbox », sur Jeuxvideo.com, 25 novembre 2003.
50. ↑  (en) Aaron Boulding, « Hunter The Reckoning: Redeemer », sur IGN, 10 novembre 2003.
51. ↑  (en) Zach Meston, « Hunter: The Reckoning - Redeemer », sur GameSpy, 16 novembre 2003.
52. ↑  (en) Eric Caoili, « Obituary: Artist and mentor Joe Skivolocke », sur Gamasutra, 22 octobre 2012.
53. ↑  (en) IGN Staff, « Full Moon Rising, Werewolves Howling », sur IGN, 3 décembre 1998.
54. ↑  (en) IGN Staff, « ASC Games Jumps Over Moon, Disappears With Cow and Spoon », sur IGN, 7 janvier 2000.
55. 1 2  (en) Jon Ryan, « Werewolf: The Apocalypse - Earthblood Is An Action Brawler With a Twist - E3 2019 », sur IGN, 12 juin 2019.
56. 1 2  (en) Zoe Delahunty-Light, « Humans have f*cked up the world, and in the RPG Werewolf: The Apocalypse, the werewolves are taking it back », sur GamesRadar+, 14 février 2018.
57. 1 2  (en) Adam Smith, « White Wolf and the World of Darkness revival: "Asking 'when will you rage?' has never been more relevant" », sur Rock, Paper, Shotgun, 10 février 2017.